# Romont (Vosges)
Romont ist eine französische Gemeinde mit 362 Einwohnern (Stand 1. Januar 2022) im Département Vosges in der Region Grand Est (bis 2015 Lothringen). Sie gehört zum Arrondissement Épinal und zum Gemeindeverband Région de Rambervillers.

## Geografie
Die Gemeinde Romont liegt etwa vier Kilometer nordwestlich von Rambervillers und ca. 20 Kilometer östlich von Charmes in flachwelligem Gelände zwischen den Flusstälern von Mosel und Mortagne.
538 ha des 19,41 km² umfassenden Gemeindeareales sind kommunaler Wald (Bois du Marquis). Dieses Waldgebiet ist aber nur ein kleiner Teil des 100 km² messenden Forêt de Rambervillers. Im Gemeindegebiet von Romont fließen mehrere Bäche (Ruisseau de la Prairie, Ruisseau du Habu, Ruisseau des Roses, Ruisseau de Pierre) fächerförmig nach Nordosten zur Mortagne. Das Gelände ist nur schwach reliefiert; lediglich im bewaldeten Südwesten zeigen sich Anhöhen von mehr als 300 m Meereshöhe. Mit 345 m wird hier der höchste Punkt in der Gemeinde erreicht. Unmittelbar nordwestlich des Dorfes Romont befindet sich der bis 330 m hohe langgezogene Bergsporn Haut des Vignes, an dessen Flanken Weinreben gedeihen.
Nachbargemeinden von Romont sind Saint-Maurice-sur-Mortagne im Norden, Roville-aux-Chênes im Nordosten, Rambervillers im Osten, Vomécourt im Südosten, Bult im Süden, Padoux im Südwesten, Moyemont im Westen sowie Hardancourt im Nordwesten.

## Geschichte
Die Geschichte Romonts ist eng mit dem hier befindlichen Priorat verbunden. Das Priorat wurde am Ende des 11. Jahrhunderts von einem Mönch namens Hugues aus der nahen Abtei Moyenmoutier gegründet. Über die Geschichte des Priorates ist wenig bekannt; für das Jahr 1711 ist überliefert, dass Benediktiner der Congrégation de Saint-Vanne et Saint-Hydulphe (Vannisten) in Abhängigkeit von der Abtei Saint-Vanne das Priorat betreuten.
Romont war von jeher eine von Land- und Forstwirtschaft geprägte Gemeinde. So ist der Wald- und Wildreichtum im Wappen durch eine Jagdtrophäe dargestellt. Neben einer silbernen Fleur de lys finden sich auf dem Wappen zwei Notenschlüssel, die für die aus Romont stammenden Vorfahren des polnischen Pianisten und Komponisten Frédéric Chopin stehen.

### Bevölkerungsentwicklung
| Jahr      | 1962 | 1968 | 1975 | 1982 | 1990 | 1999 | 2006 | 2015 | 2022 |
| Einwohner | 334  | 310  | 284  | 327  | 307  | 312  | 346  | 386  | 362  |

Im Jahr 1846 wurde mit 673 Bewohnern die bisher höchste Einwohnerzahl ermittelt. Die Zahlen basieren auf den Daten von cassini.ehess und INSEE.

## Sehenswürdigkeiten

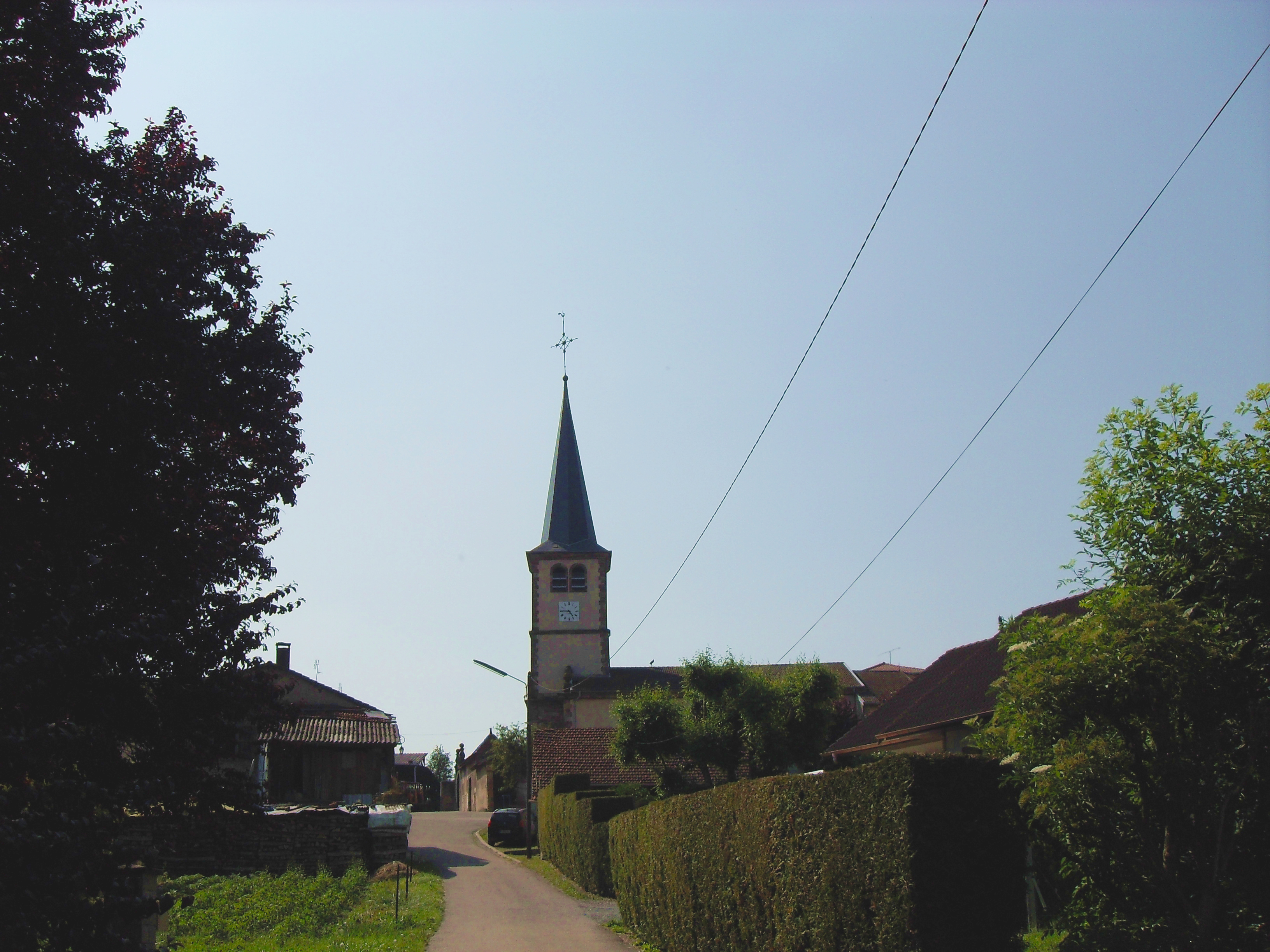
Kirche St. Matthäus in Romont

- Kirche St. Matthäus

## Wirtschaft und Infrastruktur
In Romont sind sieben Landwirtschaftsbetriebe ansässig (Rinderzucht, Schaf- und Ziegenhaltung).
Romont liegt an der Fernstraße, die Charmes im Moseltal mit Rambervillers und Saint-Dié-des-Vosges verbindet. Eine weitere Straßenverbindung führt von Romont nach Saint-Maurice-sur-Mortagne. Der nächste Anschluss an die autobahnähnlich ausgebaute N 57 befindet sich in einer Entfernung von ungefähr 21 Kilometern.

## Belege
1. ↑  Romont auf der Präsentation des Gemeindeverbandes (französisch)
2. ↑  Priorat Romont auf vosges-archives.com (Memento des Originals vom 30. Oktober 2014 im Internet Archive)  Info: Der Archivlink wurde automatisch eingesetzt und noch nicht geprüft. Bitte prüfe Original- und Archivlink gemäß Anleitung und entferne dann diesen Hinweis. (PDF-Datei, französisch)
3. ↑  Wappenbeschreibung auf genealogie-lorraine.fr (französisch)
4. ↑  Romont auf cassini.ehess
5. ↑  Romont auf INSEE
6. ↑  Landwirtschaftsbetriebe auf annuaire-mairie.fr (französisch)